# Bob Einstein
Bob Einstein, született Stewart Robert Einstein (Los Angeles, Kalifornia, 1942. november 20. – Indian Wells, Kalifornia, 2019. január 2.) kétszeres Primetime Emmy-díjas amerikai színész, forgatókönyvíró, producer.

## Filmjei

### Színészként
Mozifilmek
- Get to Know Your Rabbit (1972)
- Another Nice Mess (1972)
- Modern románc (Modern Romance) (1981)
- Teddy Bears' Picnic (2002)
- Ocean’s Thirteen – A játszma folytatódik (Ocean's Thirteen) (2007)
- Pocsék egy év (Shit Year) (2010)
- Különös varázs (Strange Magic) (2015, hang)

Tv-filmek
- Three for Tahiti (1970)
- The Super Dave Superbowl of Knowledge (1994, hang)
- The Jeff Garlin Program (2006)

Tv-sorozatok
- The Smothers Brothers Comedy Hour (1968–1969, kilenc epizódban)
- Pat Paulsen's Half a Comedy Hour (1970, nyolc epizódban)
- The Sonny and Cher Comedy Hour (1971)
- The John Byner Comedy Hour (1972, egy epizódban)
- Laugh Back (1975)
- Van Dyke and Company (1976, egy epizódban)
- Bizarre (1980)
- The Smothers Brothers Comedy Hour (1988, egy epizódban)
- The Tonight Show Starring Johnny Carson (1989, egy epizódban)
- Super Dave (1991–1999, három epizódban)
- Super Dave: Daredevil for Hire (1992, hang, egy epizódban)
- Super Dave's Vegas Spectacular (1995)
- Roseanne (1997, egy epizódban)
- Super Dave's All Stars (1997–1998, három epizódban)
- Norm Show (1999, egy epizódban)
- Crank Yankers (2002–2003, nyolc epizódban)
- The Man Show (2003, egy epizódban)
- Jimmy Kimmel Live! (2003–2009, három epizódban)
- Félig üres (Curb Your Enthusiasm) (2004–2017, 22 epizódban)
- Az ítélet: család (Arrested Development) (2005–2006, öt epizódban)
- Welcome to the Captain (2008, egy epizódban)
- Super Dave's Spike Tacular (2009, négy epizódban)
- Az élet és Tim (The Life & Times of Tim) (2010, 2012, hang, két epizódban)
- Nyugi, Charlie! (Anger Managemen) (2013, egy epizódban)
- Comedy Bang! Bang! (2015, egy epizódban)

### Forgatókönyvíróként
Mozi- és tv-filmek
- Another Nice Mess (1972)
- The Return of the Smothers Brothers (1970, tv-film)
- The Super Dave Superbowl of Knowledge (1994, tv-film)

Tv-sorozatok
- The Smothers Brothers Comedy Hour (1968, három epizód)
- Pat Paulsen's Half a Comedy Hour (1970, 12 epizód)
- The Smothers Brothers Summer Show (1970, egy epizód)
- The Sonny and Cher Comedy Hour (TV Series) (1971–1974, 58 epizód)
- The Ken Berry 'Wow' Show (1972, négy epizód)
- The Sonny Comedy Revue (1974, hét epizód)
- The Hudson Brothers Razzle Dazzle Show (1974, 16 epizód)
- Joey & Dad (1975, négy epizód)
- Lola! (1975–1976, négy epizód)
- Van Dyke and Company (1976, négy epizód)
- Redd Foxx (1977, egy epizód)
- Bizarre (1980)
- Super Dave (1991, 1998, két epizód)
- Super Dave: Daredevil for Hire (1992, két epizód)
- Super Dave's Spike Tacular (2009, négy epizód)

### Producerként
Tv-filmek és sorozatok
- Joey & Dad (1975, négy epizód, executive producer)
- Lola! (1975–1976, négy epizód, producer)
- Van Dyke and Company (1976, hat epizód, producer)
- Redd Foxx (1977, egy epizód, producer)
- Bizarre (1980, producer)
- Super Dave (1991, 1998, két epizód, executive producer)
- Super Dave: Daredevil for Hire (1992, 13 epizód, executive producer)
- The Super Dave Superbowl of Knowledge (1994, tv-film, executive producer)
- Super Dave's Vegas Spectacular (1995, executive producer)
- Super Dave's All Stars (1997–1998, öt epizód, executive producer)
- Super Dave's Spike Tacular (2009, egy epizód, executive producer)